# ده غراتي (كوشك)
ده غراتي (بالفارسية: ده غارتی) هي منطقة سكنية تقع في إيران في قسم كوشك الريفي. يقدر عدد سكانها بـ 85 نسمة بحسب إحصاء 2016.